# Charibatia
Charibatia é uma vila no distrito de Cuttack, no estado indiano de Orissa.

## Demografia
Segundo o censo de 2001, Charibatia tinha uma população de 5232 habitantes. Os indivíduos do sexo masculino constituem 54% da população e os do sexo feminino 46%. Charibatia tem uma taxa de literacia de 85%, superior à média nacional de 59.5%; a literacia no sexo masculino é de 88% e no sexo feminino é de 81%. 10% da população está abaixo dos 6 anos de idade.